# Caim (Byron)

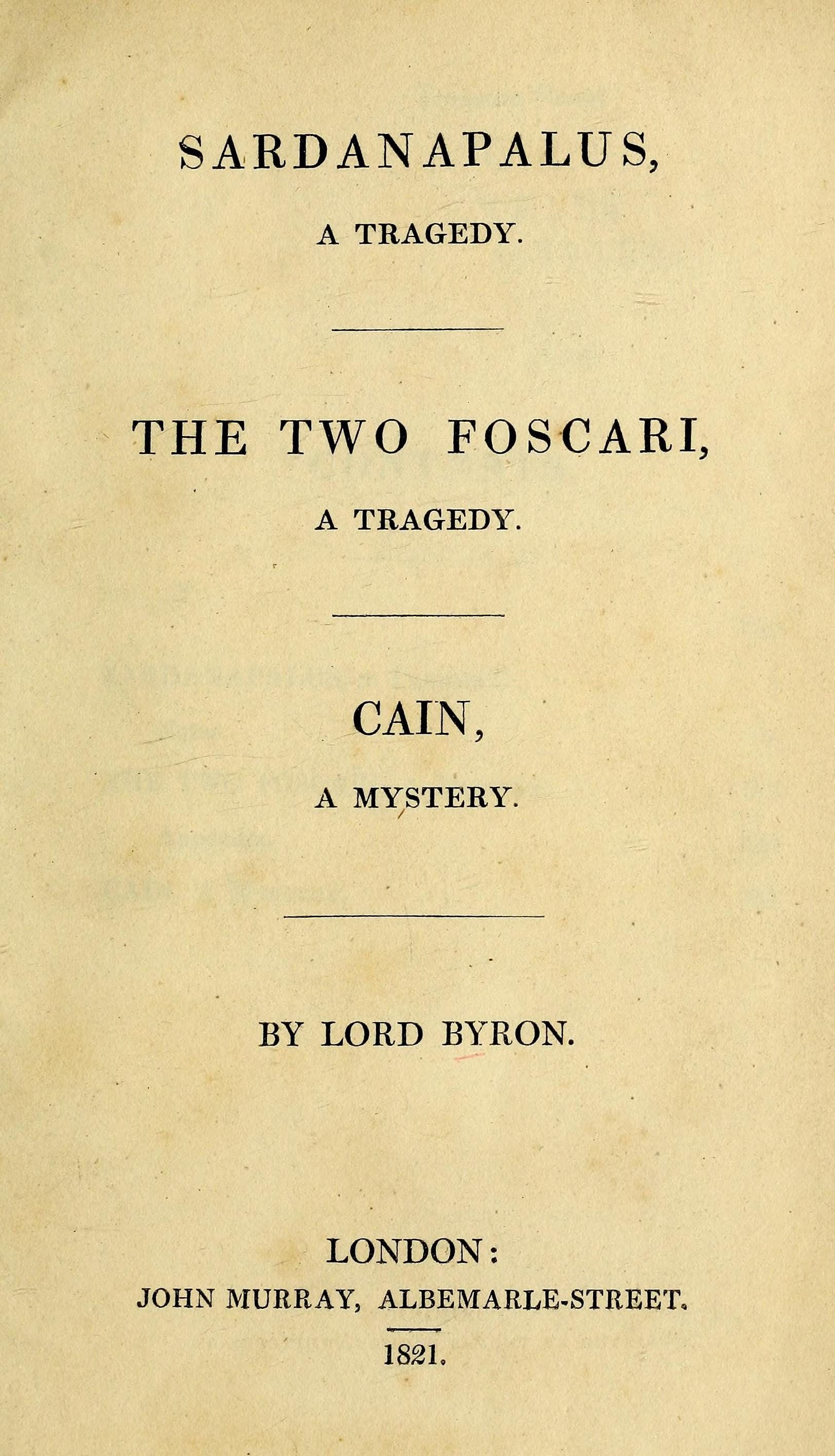
Título da primeira edição, 1821

Caim (em inglês: Cain) é uma obra dramática de Lord Byron publicada em 1821. Em Caim, Byron procura dramatizar a história de Caim e Abel, do ponto de vista de Caim. A obra tem a forma de uma peça de teatro, mas não foi escrita com a intenção de se fazer representar no palco.

## Personagens
- Adão
- Eva
- Caim, seu primeiro filho
- Abel, seu segundo filho
- Ada, irmã e mulher de Caim
- Zilá, irmã e mulher de Abel
- Lúcifer
- Anjo do Senhor

## Enredo
A peça começa com Caim recusando-se a participar na oração de sua família de ação de graças a Deus. Caim diz a seu pai que ele não tem nada a agradecer a Deus porque está fadado a morrer. Como Caim explica em um solilóquio inicial, ele considera sua mortalidade como uma punição injusta pela transgressão de Adão e Eva no Jardim do Éden, um acontecimento detalhado no Livro do Gênesis. A ansiedade de Caim sobre sua mortalidade é agravada pelo fato de que ele não sabe o que é a morte. Em um ponto no Ato I, ele lembra de sua espera à noite da chegada da morte, que imagina ser uma entidade antropomórfica. O personagem que fornece a Caim com conhecimento da morte é Lúcifer. No Ato II, Lúcifer leva Caim em uma viagem para o "abismo do espaço" e mostra-lhe uma visão catastrófica da história natural da Terra, repleta com espíritos de formas de vida extintas, como o mamute. Caim retorna à Terra no Ato III, deprimido com esta visão de morte universal. No clímax da peça, Caim assassina Abel. A peça termina com o exílio de Caim.

## Influências literárias
Talvez a influência literária mais importante sobre Caim seja o poema épico de John Milton, Paraíso Perdido, que fala da criação e da queda da humanidade. Para Byron como para muitos poetas românticos, o herói de Paraíso Perdido era Satanás, e Caim é modelado em parte como o protagonista desafiador de Milton. Além disso, a visão de Caim da história natural da Terra no Ato II é uma paródia da visão consoladora de Adão da história do homem (que culminou com a vinda e o sacrifício de Cristo), apresentado pelo Arcanjo Miguel nos Livros XI e XII do épico de Milton. No prefácio de Caim, Byron procura minimizar a influência de poemas "sobre temas semelhantes", mas a forma como ele se refere a Paraíso Perdido sugere sua influência formativa: "Desde que eu tinha vinte anos, eu nunca li Milton, mas eu o tinha lido tão frequentemente antes, que isso pode fazer pouca diferença".

## Outras influências
O próprio Byron observa no prefácio de Caim, que a visão de Caim no Ato II foi inspirada na teoria do catastrofismo. Na tentativa de explicar as grandes lacunas no registro fóssil, catastrofistas postularam que a história da Terra foi pontuada com convulsões violentas que tinham destruído sua flora e fauna. Byron já leu sobre catastrofismo em uma tradução em inglês de 1813 de alguma obra adiantada pelo historiador francês Georges Cuvier. Outras influências incluem The Divine Legation of Moses de William Warburton e A Philosophical Enquiry into the Origin of Our Ideas of the Sublime and Beautiful de Edmund Burke.